# Barbro Bolonassos
Barbro Helene Bolonassos, född Svensson den 4 december 1949 i Söderköping, död 6 juni 2019 i Tyresö, var en svensk bibliotekarie. Hon engagerade sig för människor med annan språklig och kulturell kulturell bakgrund och dem som av olika anledningar hade sämre förutsättningar att klara sig i samhället. Hon var verksam på flera folkbibliotek i Stockholmsområdet.

## Biografi
Barbro Bolonassos växte upp tillsammans med den äldre systern Anne-Margrethe i Söderköping. Fadern Karl Holger Svensson hade charkuteriaffär. Modern Sigrid Margrethe, född Steensby, var från Norge och arbetade som vårdare av personer med intellektuella funktionshinder. Barbro tog moderns efternamn Steensby. Barbro Bolonassos gick i Norrköpings Högre Allmänna Läroverk, där hon tog studentexamen 1968. Därefter fortsatte hon sina studier vid Lunds universitet och senare i Stockholm och Uppsala. Hon läste engelska, litteraturhistoria, etnologi och konsthistoria. Under studietiden arbetade hon som biblioteksassistent på Lunds stadsbibliotek, bland annat under den välkända barnbibliotekarien Anna Loman.
Barbro Bolonassos gick den tvååriga utbildningen vid Bibliotekshögskolan i Borås och blev färdig bibliotekarie 1976. Under utbildningen träffade hon sin blivande make Vassilis Bolonassos och de gifte sig 1977. Här blev hon också medlem i föreningen Bibliotek i Samhälle (BiS), som hon sedan var aktiv i till sin bortgång 2019.
Efter några kortare anställningar som bibliotekarie i Skara, Mariestad och Skövde flyttade Barbro Bolonassos med familjen till Stockholmsområdet, där hon arbetade på S:t Görans sjukhusbibliotek, Lidingö stadsbibliotek och som förste skolbibliotekarie i Nacka. Sina första erfarenheter av bibliotek i ett mångspråkigt område fick Barbro Bolonassos på Alby bibliotek i Botkyrka kommun. När familjen sedan flyttade till Nacka blev hon barnbibliotekarie och enhetschef på Saltsjöbadens bibliotek i Tippens centrum. Sin största insats inom biblioteksområdet gjorde hon som enhetschef på Fisksätra bibliotek, även det i Nacka kommun, under åren 1997–2014.
Barbro Bolonassos var besjälad av idén om folkbibliotekets betydelsefulla roll i samhället. Utgångspunkt för hennes biblioteksarbete var UNESCO:s folkbiblioteksmanifest, som utkom 1994. Det innehöll, menade hon, de nödvändiga riktmärkena både för ens egen och för bibliotekets verksamhet och förhållningssätt till biblioteksbesökarna och medborgarna, i närsamhället och samhället i stort. Hon åberopade det ofta och citerade ur det i samtal och föreläsningar.
Med en genomgripande ombyggnad av lokalerna i Fisksätra centrum skapade Barbro Bolonassos under sin tid som enhetschef tillsammans med personal och besökare ett öppet, ljust och välkomnande bibliotek med en omfattande barn- och programverksamhet. Som profil för biblioteket valde hon "Fisksätra bibliotek – @rena för demokrati". Målet var att alla invånare i området skulle betrakta biblioteket som en plats inte enbart för traditionell biblioteksservice och som kunskapscentrum utan också som den självklara samlingsplatsen, en arena, för alla slags möten, program och en arena, för alla slags möten, program och utställningar, även utanför bibliotekets ram och utanför öppettiderna.
Behovet av en gemensam identitet och hemkänsla är stort i ett bostadsområde med invånare från ett åttiotal länder, som talar ett femtiotal språk och har ursprung i olika religioner och kulturer. Barnavdelningen smyckades med ett konstverk gjort av barn i Fisksätra under ledning av ett par konststuderande. Abrahams barn, ett program för skolklasser utifrån de gemensamma inslagen i kristendom, islam och judendom gestaltade i en julkrubba, var ett årligen återkommande evenemang. Fisksätra mönsterarkiv, med mönster från textilier och olika föremål, som samlades in från människor i området, fick sin plats i biblioteket. Steget därifrån till att skapa ett museum var inte långt. Att Barbro Bolonassos blev ledamot i styrelsen för Fisksätra museum, som journalisten Amelie Tham tog initiativ till, var självklart. Lika självklart var hennes engagemang i Guds hus (en mötesplats för kristna och muslimer) och Folkets hus.
Hon bedrev ett omfattande samarbete med enskilda personer, kommunala verksamheter, Stena fastigheter, Fisksätra kyrka/Guds hus, andra församlingar och olika typer av intresseorganisationer. Alla initiativ bejakades och projekten avlöste varandra. Bland dessa kan nämnas Nacka språkprojekt, Kommunikationsprojektet och Språk som rikedom. Barbro Bolonassos inspirerades av sociologen Aaron Antonovsky och hans teorier om behovet av känsla av sammanhang (KASAM) och det salutogena förhållningssättet, som innebär att man utvecklar de positiva mekanismerna i stället för att fokusera på problemen. En annan inspiratör var statsvetaren, ekonomen och nobelpristagaren Elinor Ostrom och hennes tes om nödvändigheten av ”allmänningar”, alltså platser i samhället där människor med olika bakgrund kan träffas.
Fisksätra biblioteks arbete med mångspråkighet och mångkultur blev intressant för folkbibliotek, forskare och studenter, och Barbro Bolonassos medverkade i utbildningar, kurser och konferenser. Hon föreläste vid Sidas Kulturmöteskurser 1998–2003, medverkade vid International Federation of Library Associations (IFLAs) Satellite Conference ”The Multiculturel Library: Staff Competence for Success” 2005 och var ledamot av Kulturrådets arbetsgrupp för stöd till litteratur på invandrar- och minoritetsspråk 1998–2002. Genom sitt engagemang i BiS deltog Barbro Bolonassos under åren 1997 till 2003 i projektet Library Practice for Young Learners, ett stort barn- och skolbiblioteksprojekt, som omfattade kunskapsutbyte mellan svenska bibliotekarier och sydafrikanska lärare och bibliotekarier i fattiga områden och så kallade townships. Att stärka deltagarnas egenmakt, ”empowerment”, var det övergripande målet och med sina erfarenheter och personliga egenskaper spelade hon en viktig roll i projektet.
Arbetskraftsinvandringen på 1960- och 1970-talen medförde att folkbiblioteken i större utsträckning köpte böcker på andra språk. Det ökade antalet immigranter och biblioteksutvecklingen ställde allt större krav. Resurser krävdes för vuxenstuderande och deltagare i kurser i svenska för invandrare samt bibliotekens digitala tjänster. Behov fanns av ett bredare kulturellt utbud och språkstöd fanns samt läsfrämjande arbete för barn och deras föräldrar. I denna utveckling var Barbro Bolonassos både en praktiskt inriktad bibliotekarie, verksamhetsledare och en stor inspiratör.
Barbro Bolonassos var mycket musikintresserad och deltog i maken Vassilis förberedelser inför bland annat de musikpresentationer som han under många år höll i Sveriges Radio P2 under rubriken Alltid på en söndag. Hon var också en av initiativtagarna till Drottningholms Barockensembles Vänförening och dess första ordförande. Tillsammans med maken ägde hon ett hus på Peloponnesos och hon lärde sig tala grekiska.
Barbro Bolonassos avled 2019 och är begravd på Skogskyrkogården i Stockholm.

## Utmärkelser
Barbro Bolonassos fick flera utmärkelser och priser. 
- Årets Nackabo 2002
- Svenska Barnboksakademins Eldsjälspris 2003
- Greta Renborgs pris av Svensk Biblioteksförening 2009
- Stockholms Läns Bildningsförbunds förtjänsttecken 2014